# Voltage du Vermont
Maillots
Dernière mise à jour : 25 août 2013.
Les Vermont Voltage sont un club professionnel de football (soccer) basé à Saint Albans (Vermont) aux États-Unis. Fondé en 1997, l'équipe évolue actuellement en Premier Development League, le quatrième niveau dans la hiérarchie du soccer nord-américain, dans la Northeast Division de la Eastern Conference.

## Histoire
Lors de sa première saison, en 1997, l'équipe est connue sous le nom des Vermont Wanderers. Lors de la saison 2009, le club est mis en pause en PDL pendant que le stade où l'équipe joue ses rencontres à domicile, le Collins-Perley Sports Complex, connaît des rénovations majeures. Les Voltage annoncent alors leur retour à la compétition le 11 novembre 2009. 
La franchise a également eu une organisation sœur du nom de Vermont Lady Voltage, qui participa à la W-League durant quelques saisons. En raison des rénovations du stade, l'équipe féminine disparaît en 2009.

## Stade
- Collins-Perley Sports Complex, Saint Albans (2003–)
- Stade de l'Essex High School, Essex Junction, 2 rencontres (2005)
- Stade du Lyndon State College, Lyndon, 1 rencontre (2011)

## Joueurs

### Anciens joueurs notables
- Terry Boss
- Tomislav Čolić
- Matheau Hall
- Goran Hunjak
- Russell Hutchison
- Darko Kolić
- Olivier Occean
- Arsène Oka
- Andrew Olivieri
- David Purser
- Sullivan Silva
- Kevin Wylie
- Sam Harding

### Entraîneurs
- Vojislav Stanišić (2000)
- Bo Vučković (2001–2006)
- Bo Simić (2007–2008, 2010–)
- Ryan Zimmer (Entraîneur adjoint)

## Saisons
| Année | Division | Ligue                | Saison régulière | Playoffs                  | Open Cup     |
| ----- | -------- | -------------------- | ---------------- | ------------------------- | ------------ |
| 1997  | 3        | USISL D-3 Pro League | 5e, Northeast    | Non qualifié              | Non qualifié |
| 1998  | 3        | USISL D-3 Pro League | 5e, Northeast    | Non qualifié              | Non qualifié |
| 1999  | 4        | USL PDL              | 5e, Northeast    | Non qualifié              | Non qualifié |
| 2000  | 4        | USL PDL              | 2e, Northeast    | Demi-finale de conférence | Non qualifié |
| 2001  | 4        | USL PDL              | 3e, Northeast    | Non qualifié              | Non qualifié |
| 2002  | 4        | USL PDL              | 1er, Northeast   | Demi-finale de conférence | Non qualifié |
| 2003  | 4        | USL PDL              | 1er, Northeast   | Finale de conférence      | Non qualifié |
| 2004  | 4        | USL PDL              | 8e, Northeast    | Non qualifié              | Non qualifié |
| 2005  | 4        | USL PDL              | 5e, Northeast    | Non qualifié              | Non qualifié |
| 2006  | 4        | USL PDL              | 5e, New England  | Non qualifié              | Non qualifié |
| 2007  | 4        | USL PDL              | 6e, Northeast    | Non qualifié              | Non qualifié |
| 2008  | 4        | USL PDL              | 3e, New England  | Non qualifié              | Non qualifié |
| 2009  | -        | -                    | En hiatus        | -                         | -            |
| 2010  | 4        | USL PDL              | 5e, Northeast    | Non qualifié              | Non qualifié |
| 2011  | 4        | USL PDL              | 5e, Northeast    | Non qualifié              | Non qualifié |
| 2012  | 4        | USL PDL              | 7e, Northeast    | Non qualifié              | Non qualifié |
| 2013  | 4        | USL PDL              | 3e, Northeast    | Non qualifié              | Non qualifié |

### Affluences moyennes
- 2005 : 828 (6e de PDL)
- 2006 : 495
- 2007 : 631
- 2008 : 692
- 2009 : Non participant
- 2010 : 596